# Neohybos setosus
Neohybos setosus är en tvåvingeart som beskrevs av Ale-rocha och José Albertino Rafael 2004. Neohybos setosus ingår i släktet Neohybos och familjen puckeldansflugor.
Artens utbredningsområde är Dominikanska republiken. Inga underarter finns listade i Catalogue of Life.